# Estación Aeropuerto de Dresde
Bahnhof Dresden Flughafen es una estación de ferrocarril subterránea en el aeropuerto que sirve a la ciudad de Dresden en Sajonia, Alemania. La estación, junto con la extensión de 1,15 km del ferrocarril Klotzsche - Grenzstraße al aeropuerto de Dresde, se inauguró el 25 de marzo de 2001. La estación fue la primera y, hasta la apertura del túnel de la ciudad de Leipzig, la única estación de metro en Sajonia. Además, fue la primera estación en Sajonia y la octava en Alemania en un aeropuerto.
Debido al aumento en el número de pasajeros después de la reunificación de Alemania, se estableció un proyecto para la construcción de una terminal del aeropuerto. Esto incluiría una estación de metro.
Se invirtieron 220 millones de euros en la terminal del aeropuerto, incluida la estación. El estado de Sajonia financió la conexión ferroviaria del aeropuerto con casi 50 millones de euros. 
La construcción de la conexión ferroviaria al aeropuerto comenzó el 30 de julio de 1998. El túnel de hormigón prefabricado se completó en el verano de 1999. Esto está conectado a una plataforma terminal de 140 metros de largo, que tiene 55 cm de altura y tiene pistas a cada lado. La estación se abrió con la finalización de la línea de conexión el 25 de marzo de 2001. La estación se encuentra en el sótano de la terminal (nivel K) y se conecta con ella a través de escalones, escaleras mecánicas y ascensores. También hay un conjunto de escaleras de salida de emergencia en la parte norte de la plataforma.
Después de su finalización, la estación inicialmente no tenía cables aéreos. Se utilizaron vagones diesel y extractores de gases de escape operados en la plataforma. Hay una barrera contra incendios entre la estación y la terminal del aeropuerto que se puede cerrar en caso de emergencia. 
En diciembre de 2004, las vías de la estación estaban equipadas con rieles conductores aéreos para trenes eléctricos. Desde entonces, los conjuntos de trenes transportados por locomotoras eléctricas han corrido al aeropuerto en lugar de las DMU. 
Según el plan de uso de la tierra de Dresde que ha estado en vigor desde fines de 1996, las rutas para una curva de conexión al norte de la estación de Dresden-Klotzsche y una extensión de la línea hacia la estación de ferrocarril de Dresden Industriegelände al suroeste del aeropuerto son reservado. Si se implementan estos planes, sería posible, por ejemplo, que los trenes continúen hacia el este de Sajonia sin retroceder en el aeropuerto. Sin embargo, no hay planes concretos para implementar estas ideas.
- Datos: Q129342
- Multimedia: Bahnhof Dresden Flughafen / Q129342